# Calodexia callani
Calodexia callani är en tvåvingeart som beskrevs av Thompson 1968. Calodexia callani ingår i släktet Calodexia och familjen parasitflugor. Inga underarter finns listade.